# Wilhelm Behmann
Wilhelm H. Behmann (* 4. Oktober 1893; † nach 1943) war ein deutscher Tanzlehrer und Konzertdirektor.

## Leben und Werk
Er war der Sohn des Rechnungsrates und späteren Polizeioberinspektors Robert Behmann und dessen Ehefrau Marie geborene Borrmann. Die Vorfahren väterlicherseits waren Lehrer. Nach dem Besuch des Gymnasiums in Hannover bis zur Obersekunda trat Wilhelm Behmann eine kaufmännische Tätigkeit an. Im Jahre 1919 gründete er eine eigene Konzertdirektion. Er arrangierte künstlerische Theatergastspiele und Auftritte von Unterhaltungskünstlern in der preußischen Provinz Hannover. Sein Büro hatte er im Haus Continental in Hannover. Daneben übernahm er die Tanzschule seiner späteren Ehefrau Helene Hagemann aus Hannover.
In den Jahren 1941 und 1943 ist Wilhelm Behmann noch als Besitzer der Tanzschule in Hannover, Jakobistraße 16 I, im Adressbuch verzeichnet.

## Familie
Seit Januar 1920 war Wilhelm Behmann verheiratet mit Helene Hagemann aus Hannover. Diese war ebenfalls Tanzlehrerin. Die Ehe wurde später geschieden.